# Deuxième circonscription de la Haute-Saône
La deuxième circonscription de la Haute-Saône est l'une des deux circonscriptions législatives françaises que compte le département de la Haute-Saône (70) situé en région Franche-Comté.

## Description géographique et démographique

### De 1958 à 1986
Lors de sa création en 1958 la deuxième circonscription de la Haute-Saône comprenait les divisions administratives suivantes : 
- Canton de Champagney
- Canton de Faucogney-et-la-Mer
- Canton d'Héricourt-Est
- Canton d'Héricourt-Ouest
- Canton de Lure-Nord
- Canton de Lure-Sud
- Canton de Luxeuil-les-Bains
- Canton de Mélisey
- Canton de Montbozon
- Canton de Noroy-le-Bourg
- Canton de Saint-Loup-sur-Semouse
- Canton de Saint-Sauveur
- Canton de Saulx
- Canton de Vauvillers
- Canton de Villersexel.

### De 1986 à 2010
Lors du découpage électoral de la loi n°86-1197 du 24 novembre 1986, la deuxième circonscription de la Haute-Saône
 regroupait les divisions administratives suivantes : Cantons de Champagney, Héricourt Est, Héricourt Ouest, Lure Nord, Lure Sud, Mélisey, Montbozon, Noroy-le-Bourg, Rioz, Villersexel.
- Canton de Champagney
- Canton d'Héricourt-Est
- Canton d'Héricourt-Ouest
- Canton de Lure-Nord
- Canton de Lure-Sud
- Canton de Mélisey
- Canton de Montbozon
- Canton de Noroy-le-Bourg
- Canton de Rioz
- Canton de Villersexel.

D'après le recensement général de la population en 1999, réalisé par l'Institut national de la statistique et des études économiques (INSEE), la population totale de cette circonscription est estimée à 78508 habitants,.
Ce qui fait que la circonscription est surreprésentée par rapport à la moyenne nationale, car la représentativité théorique par circonscription étant de 105 600 habitants. Elle fusionne donc lors du redécoupage de 2010, avec une partie de la troisième circonscription de la circonscription qui elle disparait.

### Depuis 2012
La deuxième circonscription de la Haute-Saône est délimitée par le découpage électoral de l'ordonnance n°2009-935 du 21 janvier 2010, elle regroupe les divisions administratives suivantes :
- Canton de Champagney
- Canton de Faucogney-et-la-Mer
- Canton d'Héricourt-Est
- Canton d'Héricourt-Ouest
- Canton de Lure-Nord
- Canton de Lure-Sud
- Canton de Luxeuil-les-Bains
- Canton de Mélisey
- Canton de Montbozon
- Canton de Noroy-le-Bourg
- Canton de Saint-Loup-sur-Semouse
- Canton de Saint-Sauveur
- Canton de Saulx
- Canton de Vauvillers
- Canton de Villersexel.

## Tendances politiques
Lors du premier tour de l'élection présidentielle de 2012, les résultats dans la deuxième circonscription de Haute-Saône furent les suivants :
Marine Le Pen 19 985 voix (27.1 %) ; François Hollande 19 684 voix (26.7 %) ; Nicolas Sarkozy 16 896 voix (22.9 %) ; Jean-Luc Mélenchon 7 444 voix (10.1 %) ; François Bayrou 5 336 voix (7.2 %) ; Nicolas Dupont-Aignan 1 478 voix (2.0 %) ; Philippe Poutou 1 114 voix (1.5 %) ; Eva Joly 1 048 voix (1.4 %) ; Nathalie Arthaud 628 voix (0.8 %) ; Jacques Cheminade 194 voix (0.3 %). La participation dans la circonscription fut supérieure à la moyenne nationale avec 75 823 votants, soit 82.53 % des inscrits.

## Historique des députations
| Législature | Début de mandat | Fin de mandat  | Député               | Parti politique | Observations |
| ----------- | --------------- | -------------- | -------------------- | --------------- | --- |
| Ire         | 9 décembre 1958 | 9 octobre 1962 | Alfred Clerget       | UNR             | Mandat écourté à la suite d'une dissolution parlementaire décidée par Charles de Gaulle.                                                                       |
| IIe         | 6 décembre 1962 | 2 avril 1967   | Alfred Clerget       | UNR             | |
| IIIe        | 3 avril 1967    | 30 mai 1968    | Jacques Maroselli    | FGDS            | Mandat écourté à la suite d'une dissolution parlementaire décidée par Charles de Gaulle.                                                                       |
| IVe         | 11 juillet 1968 | 1er avril 1973 | Jean-Jacques Beucler | DVD             | |
| Ve          | 2 avril 1973    | 2 avril 1978   | Jean-Jacques Beucler | UC              | Il est remplacé par Pierre Léval, à la suite de sa nomination au gouvernement                                                                                  |
| Ve          |                 |                | Pierre Léval         | UC              | Il est remplacé par Pierre Léval, à la suite de sa nomination au gouvernement                                                                                  |
| VIe         | 3 avril 1978    | 22 mai 1981    | Jean-Jacques Beucler | UDF             | Mandat écourté à la suite d'une dissolution parlementaire décidée par François Mitterrand.                                                                     |
| VIIe        | 2 juillet 1981  | 1er avril 1986 | Jean-Pierre Michel   | PS              | |
| VIIIe       | 2 avril 1986    | 14 mai 1988    | Jean-Pierre Michel   | PS              | Proportionnelle par département, pas de député par circonscription. Mandat écourté à la suite d'une dissolution parlementaire décidée par François Mitterrand. |
| IXe         | 23 juin 1988    | 1er avril 1993 | Jean-Pierre Michel   | PS              | |
| Xe          | 2 avril 1993    | 21 avril 1997  | Jean-Pierre Michel,  | MDC,            | Mandat écourté à la suite d'une dissolution parlementaire décidée par Jacques Chirac.                                                                          |
| XIe         | 12 juin 1997    | 18 juin 2002   | Jean-Pierre Michel,  | MDC,            | |
| XIIe        | 19 juin 2002    | 19 juin 2007   | Maryvonne Briot,     | UMP,            | |
| XIIIe       | 20 juin 2007    | 19 juin 2012   | Jean-Michel Villaumé | PS              | |
| XIVe        | 20 juin 2012    | 20 juin 2017   | Jean-Michel Villaumé | PS              | |
| XVe         | 21 juin 2017    | 21 juin 2022   | Christophe Lejeune   | REM             | |
| XVIe        | 22 juin 2022    | 9 juin 2024    | Émeric Salmon        | RN              | Mandat écourté à la suite d'une dissolution parlementaire décidée par Emmanuel Macron.                                                                         |
| XVIIe       | 8 juillet 2024  | En cours       | Émeric Salmon        | RN              | |

## Historique des élections

### Élections de 1958
|                | Alfred Clerget élu | UNR            | 29 259 | 53,36  |  |  |  |
|                | André Maroselli    | Radsoc         | 17 729 | 32,33  |  |  |  |
|                | Jean Tortey        | PCF            | 4 831  | 8,81   |  |  |  |
|                | Raoul Cullerier    | SFIO           | 3 012  | 5,49   |  |  |  |
|                |                    |                |        |        |  |  |  |
| Inscrits       | Inscrits           | Inscrits       | 68 660 | 100,00 |  |  |  |
| Abstentions    | Abstentions        | Abstentions    | 12 291 | 17,9   |  |  |  |
| Votants        | Votants            | Votants        | 56 369 | 82,1   |  |  |  |
| Blancs et nuls | Blancs et nuls     | Blancs et nuls | 1 538  | 2,73   |  |  |  |
| Exprimés       | Exprimés           | Exprimés       | 54 831 | 97,27  |  |  |  |

Le suppléant d'Alfred Clerget était Georges Sauvageot, conseiller municipal de Saint-Loup-sur-Semouse.

### Élections de 1962
| Candidat       | Candidat                     | Parti          | Premier tour | Premier tour | Second tour | Second tour |  |
| Candidat       | Candidat                     | Parti          | Voix         | %            | Voix        | %           |  |
| -------------- | ---------------------------- | -------------- | ------------ | ------------ | ----------- | ----------- |  |
|                | Alfred Clerget sortant réélu | UNR-UDT        | 24 267       | 49,82        | 26 726      | 50,03       |  |
|                | Jacques Maroselli            | Radsoc         | 15 710       | 32,25        | 26 690      | 49,97       |  |
|                | Alphonse Pheulpin            | PSU            | 4 610        | 9,46         | Retrait     | Retrait     |  |
|                | Jean Tortey                  | PCF            | 4 125        | 8,47         | Retrait     | Retrait     |  |
|                |                              |                |              |              |             |             |  |
| Inscrits       | Inscrits                     | Inscrits       | 67 001       | 100,00       | 67 012      | 100,00      |  |
| Abstentions    | Abstentions                  | Abstentions    | 16 378       | 24,44        | 12 242      | 18,27       |  |
| Votants        | Votants                      | Votants        | 50 623       | 75,56        | 54 770      | 81,73       |  |
| Blancs et nuls | Blancs et nuls               | Blancs et nuls | 1 911        | 3,77         | 1 354       | 2,47        |  |
| Exprimés       | Exprimés                     | Exprimés       | 48 712       | 96,23        | 53 416      | 97,53       |  |

Le suppléant d'Alfred Clerget était Georges Sauvageot.

### Élections de 1967
| Candidat       | Candidat               | Parti          | Premier tour | Premier tour | Second tour | Second tour |  |
| Candidat       | Candidat               | Parti          | Voix         | %            | Voix        | %           |  |
| -------------- | ---------------------- | -------------- | ------------ | ------------ | ----------- | ----------- |  |
|                | Jacques Maroselli élu  | FGDS (Radical) | 24 776       | 44,53        | 32 589      | 57,42       |  |
|                | Alfred Clerget sortant | UD-Ve          | 22 642       | 40,7         | 24 170      | 42,58       |  |
|                | Michel Federspiel      | PCF            | 5 957        | 10,71        |             |             |  |
|                | René Josse             | CD (PDM)       | 2 259        | 4,06         |             |             |  |
|                |                        |                |              |              |             |             |  |
| Inscrits       | Inscrits               | Inscrits       | 66 866       | 100,00       | 66 860      | 100,00      |  |
| Abstentions    | Abstentions            | Abstentions    | 9 780        | 14,63        | 8 752       | 13,09       |  |
| Votants        | Votants                | Votants        | 57 086       | 85,37        | 58 108      | 86,91       |  |
| Blancs et nuls | Blancs et nuls         | Blancs et nuls | 1 452        | 2,54         | 1 349       | 2,32        |  |
| Exprimés       | Exprimés               | Exprimés       | 55 634       | 97,46        | 56 759      | 97,68       |  |

Le suppléant de Jacques Maroselli était le Docteur Jean Guillerey.

### Élections de 1968
| Candidat       | Candidat                  | Parti          | Premier tour | Premier tour | Second tour | Second tour |  |
| Candidat       | Candidat                  | Parti          | Voix         | %            | Voix        | %           |  |
| -------------- | ------------------------- | -------------- | ------------ | ------------ | ----------- | ----------- |  |
|                | Jean-Jacques Beucler élu  | UDR (URP)      | 26 089       | 47,62        | 28 794      | 50,38       |  |
|                | Jacques Maroselli sortant | FGDS (Radical) | 23 582       | 43,05        | 28 363      | 49,62       |  |
|                | Michel Federspiel         | PCF            | 5 112        | 9,33         |             |             |  |
|                |                           |                |              |              |             |             |  |
| Inscrits       | Inscrits                  | Inscrits       | 66 827       | 100,00       | 66 817      | 100,00      |  |
| Abstentions    | Abstentions               | Abstentions    | 10 772       | 16,12        | 8 871       | 13,28       |  |
| Votants        | Votants                   | Votants        | 56 055       | 83,88        | 57 946      | 86,72       |  |
| Blancs et nuls | Blancs et nuls            | Blancs et nuls | 1 272        | 2,27         | 789         | 1,36        |  |
| Exprimés       | Exprimés                  | Exprimés       | 54 783       | 97,73        | 57 157      | 98,64       |  |

Le suppléant de Jean-Jacques Beucler était Pierre Léval, médecin du travail, adjoint au maire de Melisey.

### Élections de 1973
| Candidat       | Candidat                           | Parti          | Premier tour | Premier tour | Second tour | Second tour |  |
| Candidat       | Candidat                           | Parti          | Voix         | %            | Voix        | %           |  |
| -------------- | ---------------------------------- | -------------- | ------------ | ------------ | ----------- | ----------- |  |
|                | Jean-Jacques Beucler sortant réélu | CDP (URP)      | 28 247       | 49,02        | 31 331      | 51,28       |  |
|                | Marc Roussel                       | MRG (UGSD)     | 19 402       | 33,67        | 29 768      | 48,72       |  |
|                | Michel Federspiel                  | PCF            | 6 944        | 12,05        | Retrait     | Retrait     |  |
|                | Noël Hennequin                     | LO             | 1 515        | 2,63         |             |             |  |
|                | Philippe Cottard                   | PSU            | 1 510        | 2,62         |             |             |  |
|                |                                    |                |              |              |             |             |  |
| Inscrits       | Inscrits                           | Inscrits       | 69 327       | 100,00       | 69 321      | 100,00      |  |
| Abstentions    | Abstentions                        | Abstentions    | 10 080       | 14,54        | 7 110       | 10,26       |  |
| Votants        | Votants                            | Votants        | 59 247       | 85,46        | 62 211      | 89,74       |  |
| Blancs et nuls | Blancs et nuls                     | Blancs et nuls | 1 629        | 2,75         | 1 112       | 1,79        |  |
| Exprimés       | Exprimés                           | Exprimés       | 57 618       | 97,25        | 61 099      | 98,21       |  |

Le suppléant de Jean-Jacques Beucler était Pierre Léval. Pierre Léval remplaça Jean-Jacques Beucler, nommé membre du gouvernement, du 2 mai 1977 au 2 avril 1978.

### Élections de 1978
| Candidat       | Candidat                           | Parti          | Premier tour | Premier tour | Second tour | Second tour |  |
| Candidat       | Candidat                           | Parti          | Voix         | %            | Voix        | %           |  |
| -------------- | ---------------------------------- | -------------- | ------------ | ------------ | ----------- | ----------- |  |
|                | Jean-Jacques Beucler sortant réélu | UDF (CDS)      | 31 726       | 47,04        | 36 076      | 51,68       |  |
|                | Jean-Pierre Michel                 | PS             | 12 701       | 18,83        | 33 728      | 48,32       |  |
|                | Jacques Maroselli                  | MRG            | 11 238       | 16,66        | Retrait     | Retrait     |  |
|                | Hubert Guerrin                     | PCF            | 8 431        | 12,5         |             |             |  |
|                | Jean Louis                         | Écologie 78    | 1 883        | 2,79         |             |             |  |
|                | Noël Hennequin                     | LO             | 1 035        | 1,53         |             |             |  |
|                | Joël Perdriset                     | FN             | 431          | 0,64         |             |             |  |
|                |                                    |                |              |              |             |             |  |
| Inscrits       | Inscrits                           | Inscrits       | 78 252       | 100,00       | 78 245      | 100,00      |  |
| Abstentions    | Abstentions                        | Abstentions    | 9 322        | 11,91        | 7 142       | 9,13        |  |
| Votants        | Votants                            | Votants        | 68 930       | 88,09        | 71 103      | 90,87       |  |
| Blancs et nuls | Blancs et nuls                     | Blancs et nuls | 1 485        | 2,15         | 1 299       | 1,83        |  |
| Exprimés       | Exprimés                           | Exprimés       | 67 445       | 97,85        | 69 804      | 98,17       |  |

### Élections de 1981
| Candidat       | Candidat                     | Parti          | Premier tour | Premier tour | Second tour | Second tour |  |
| Candidat       | Candidat                     | Parti          | Voix         | %            | Voix        | %           |  |
| -------------- | ---------------------------- | -------------- | ------------ | ------------ | ----------- | ----------- |  |
|                | Jean-Jacques Beucler sortant | UDF (CDS)      | 29 090       | 46,57        | 32 689      | 47,31       |  |
|                | Jean-Pierre Michel élu       | PS             | 26 777       | 42,87        | 36 401      | 52,69       |  |
|                | Hubert Guerrin               | PCF            | 5 652        | 9,05         |             |             |  |
|                | Noël Hennequin               | LO             | 946          | 1,51         |             |             |  |
|                |                              |                |              |              |             |             |  |
| Inscrits       | Inscrits                     | Inscrits       | 81 445       | 100,00       | 81 436      | 100,00      |  |
| Abstentions    | Abstentions                  | Abstentions    | 17 800       | 21,86        | 11 168      | 13,71       |  |
| Votants        | Votants                      | Votants        | 63 645       | 78,14        | 70 268      | 86,29       |  |
| Blancs et nuls | Blancs et nuls               | Blancs et nuls | 1 180        | 1,85         | 1 178       | 1,68        |  |
| Exprimés       | Exprimés                     | Exprimés       | 62 465       | 98,15        | 69 090      | 98,32       |  |

Le suppléant de Jean-Pierre Michel était Joseph Ogor, ouvrier chez Peugeot, de Champagney.

### Élections de 1988
|                | Jean-Pierre Michel sortant réélu | PS             | 19 471 | 50,17  |  |  |  |
|                | Louis Moschetti                  | UDF (PR) (URC) | 11 847 | 30,53  |  |  |  |
|                | Claude Thiébaut                  | FN             | 3 829  | 9,87   |  |  |  |
|                | Gilles Lazar                     | PCF            | 3 661  | 9,43   |  |  |  |
|                |                                  |                |        |        |  |  |  |
| Inscrits       | Inscrits                         | Inscrits       | 56 347 | 100,00 |  |  |  |
| Abstentions    | Abstentions                      | Abstentions    | 16 291 | 28,91  |  |  |  |
| Votants        | Votants                          | Votants        | 40 056 | 71,09  |  |  |  |
| Blancs et nuls | Blancs et nuls                   | Blancs et nuls | 1 248  | 3,12   |  |  |  |
| Exprimés       | Exprimés                         | Exprimés       | 38 808 | 96,88  |  |  |  |

Le suppléant de Jean-Pierre Michel était Jean Hertz, MRG, conseiller général, maire de Lure.

### Élections de 1993
| Candidat       | Candidat                         | Parti          | Premier tour | Premier tour | Second tour | Second tour |  |
| Candidat       | Candidat                         | Parti          | Voix         | %            | Voix        | %           |  |
| -------------- | -------------------------------- | -------------- | ------------ | ------------ | ----------- | ----------- |  |
|                | Louis Moschetti                  | UDF (PR)       | 13 142       | 34,31        | 19 408      | 48,35       |  |
|                | Jean-Pierre Michel sortant réélu | PS             | 11 524       | 30,08        | 20 735      | 51,65       |  |
|                | Jean-Marc Brissaud               | FN             | 5 368        | 14,01        |             |             |  |
|                | Hubert Guerrin                   | PCF            | 3 333        | 8,7          |             |             |  |
|                | Margareth Châtelain              | GÉ (EÉ)        | 2 374        | 6,2          |             |             |  |
|                | Mireille Lang                    | LT-LNÉ         | 1 461        | 3,81         |             |             |  |
|                | Noël Hennequin                   | LO             | 1 104        | 2,88         |             |             |  |
|                |                                  |                |              |              |             |             |  |
| Inscrits       | Inscrits                         | Inscrits       | 57 185       | 100,00       | 57 187      | 100,00      |  |
| Abstentions    | Abstentions                      | Abstentions    | 15 527       | 27,15        | 13 524      | 23,65       |  |
| Votants        | Votants                          | Votants        | 41 658       | 72,85        | 43 663      | 76,35       |  |
| Blancs et nuls | Blancs et nuls                   | Blancs et nuls | 3 352        | 8,05         | 3 520       | 8,06        |  |
| Exprimés       | Exprimés                         | Exprimés       | 38 306       | 91,95        | 40 143      | 91,94       |  |

Le suppléant de Jean-Pierre Michel était Michel Federspiel, retraité de l'enseignement, conseiller municipal de Lure.

### Élections de 1997
| Candidat       | Candidat                         | Parti          | Premier tour | Premier tour | Second tour | Second tour |  |
| Candidat       | Candidat                         | Parti          | Voix         | %            | Voix        | %           |  |
| -------------- | -------------------------------- | -------------- | ------------ | ------------ | ----------- | ----------- |  |
|                | Jean-Pierre Michel sortant réélu | MDC (PS)       | 13 702       | 35,37        | 21 843      | 51,99       |  |
|                | Gilles Roy                       | UDF (Rad)      | 8 750        | 22,59        | 13 577      | 32,32       |  |
|                | Claude Thiébaut                  | FN             | 7 662        | 19,78        | 6 591       | 15,69       |  |
|                | Gilles Lazar                     | PCF            | 3 809        | 9,83         |             |             |  |
|                | Denis Robert                     | MÉI            | 1 854        | 4,79         |             |             |  |
|                | Noël Hennequin                   | LO             | 1 598        | 4,12         |             |             |  |
|                | Claude Brocard                   | LDI (MPF)      | 1 366        | 3,53         |             |             |  |
|                |                                  |                |              |              |             |             |  |
| Inscrits       | Inscrits                         | Inscrits       | 57 359       | 100,00       | 57 353      | 100,00      |  |
| Abstentions    | Abstentions                      | Abstentions    | 15 753       | 27,46        | 13 090      | 22,82       |  |
| Votants        | Votants                          | Votants        | 41 606       | 72,54        | 44 263      | 77,18       |  |
| Blancs et nuls | Blancs et nuls                   | Blancs et nuls | 2 865        | 6,89         | 2 252       | 5,09        |  |
| Exprimés       | Exprimés                         | Exprimés       | 38 741       | 93,11        | 42 011      | 94,91       |  |

Le suppléant de Jean-Pierre Michel était Michel Federspiel.

### Élections de 2002
| Candidat       | Candidat                   | Parti              | Premier tour | Premier tour | Second tour | Second tour |  |
| Candidat       | Candidat                   | Parti              | Voix         | %            | Voix        | %           |  |
| -------------- | -------------------------- | ------------------ | ------------ | ------------ | ----------- | ----------- |  |
|                | Jean-Pierre Michel sortant | Divers gauche (PS) | 12 999       | 33,26        | 18 234      | 48,91       |  |
|                | Maryvonne Briot élue       | UMP                | 12 124       | 31,03        | 19 045      | 51,09       |  |
|                | Claude Thiébaut            | FN                 | 7 650        | 19,58        |             |             |  |
|                | Gilles Lazar               | PCF                | 2 041        | 5,22         |             |             |  |
|                | Noël Hennequin             | LO                 | 853          | 2,18         |             |             |  |
|                | Xavier Sévilla             | CPNT               | 766          | 1,96         |             |             |  |
|                | Catherine Habert           | Les Verts          | 719          | 1,84         |             |             |  |
|                | Denis Robert               | MÉI                | 576          | 1,47         |             |             |  |
|                | Gilbert Brouillard         | MNR                | 546          | 1,4          |             |             |  |
|                | Yves Méra                  | MPF                | 418          | 1,07         |             |             |  |
|                | Josiane Kmoch              | GÉ                 | 229          | 0,59         |             |             |  |
|                | Laure Devillers            | Divers             | 157          | 0,4          |             |             |  |
|                |                            |                    |              |              |             |             |  |
| Inscrits       | Inscrits                   | Inscrits           | 61 244       | 100,00       | 61 238      | 100,00      |  |
| Abstentions    | Abstentions                | Abstentions        | 20 766       | 33,91        | 21 456      | 35,04       |  |
| Votants        | Votants                    | Votants            | 40 478       | 66,09        | 39 782      | 64,96       |  |
| Blancs et nuls | Blancs et nuls             | Blancs et nuls     | 1 400        | 3,46         | 2 503       | 6,29        |  |
| Exprimés       | Exprimés                   | Exprimés           | 39 078       | 96,54        | 37 279      | 93,71       |  |

Le suppléant de Maryvonne Briot était Jean-Luc Habermacher, cadre de l'industrie, de Héricourt.

### Élections de 2007
| Candidat       | Candidat                 | Parti          | Premier tour | Premier tour | Second tour | Second tour |  |
| Candidat       | Candidat                 | Parti          | Voix         | %            | Voix        | %           |  |
| -------------- | ------------------------ | -------------- | ------------ | ------------ | ----------- | ----------- |  |
|                | Maryvonne Briot sortante | UMP            | 14 598       | 37,7         | 19 498      | 48,39       |  |
|                | Jean-Michel Villaumé élu | PS             | 12 421       | 32,08        | 20 795      | 51,61       |  |
|                | Claude Thiébaut          | FN             | 3 508        | 9,06         |             |             |  |
|                | Stéphen Thueillon        | UDF–MoDem      | 1 742        | 4,5          |             |             |  |
|                | Gilles Lazar             | diss. PCF      | 1 333        | 3,44         |             |             |  |
|                | Danielle Bourgon         | Les Verts      | 1 255        | 3,24         |             |             |  |
|                | Bernard Contois          | MPF            | 844          | 2,18         |             |             |  |
|                | Olivier Del Rizzo        | PCF            | 820          | 2,12         |             |             |  |
|                | Brigitte Renard          | CPNT           | 651          | 1,68         |             |             |  |
|                | Franck Plain             | LO             | 630          | 1,63         |             |             |  |
|                | Dominique de Coninck     | GÉ             | 505          | 1,3          |             |             |  |
|                | Renée Rémy               | MRC            | 231          | 0,6          |             |             |  |
|                | Sylvain Moro             | Divers         | 182          | 0,47         |             |             |  |
|                |                          |                |              |              |             |             |  |
| Inscrits       | Inscrits                 | Inscrits       | 64 120       | 100,00       | 64 111      | 100,00      |  |
| Abstentions    | Abstentions              | Abstentions    | 24 175       | 37,7         | 22 055      | 34,4        |  |
| Votants        | Votants                  | Votants        | 39 945       | 62,3         | 42 056      | 65,6        |  |
| Blancs et nuls | Blancs et nuls           | Blancs et nuls | 1 225        | 3,07         | 1 763       | 4,19        |  |
| Exprimés       | Exprimés                 | Exprimés       | 38 720       | 96,93        | 40 293      | 95,81       |  |

### Élections de 2012
| Candidat       | Candidat                           | Parti          | Premier tour | Premier tour | Second tour | Second tour |  |
| Candidat       | Candidat                           | Parti          | Voix         | %            | Voix        | %           |  |
| -------------- | ---------------------------------- | -------------- | ------------ | ------------ | ----------- | ----------- |  |
|                | Jean-Michel Villaumé sortant réélu | PS             | 20 227       | 35,40        | 28 185      | 50,22       |  |
|                | Michel Raison sortant              | UMP            | 19 181       | 33,57        | 27 939      | 49,78       |  |
|                | Jean Receveur                      | RBM (FN)       | 10 150       | 17,77        |             |             |  |
|                | Gilles Lazar                       | FG (PCF) (PG)  | 2 563        | 4,49         |             |             |  |
|                | Marie-Claire Thomas                | EÉLV           | 1 399        | 2,45         |             |             |  |
|                | Fabrice Barassi-Zamochnikoff       | CpF (MoDem)    | 914          | 1,60         |             |             |  |
|                | Christophe Devillers               | PDF            | 860          | 1,51         |             |             |  |
|                | Roland Germain                     | diss. PCF      | 838          | 1,47         |             |             |  |
|                | Catherine Dormoy                   | DLR            | 563          | 0,99         |             |             |  |
|                | Daniel Rouillon                    | LO             | 438          | 0,77         |             |             |  |
|                |                                    |                |              |              |             |             |  |
| Inscrits       | Inscrits                           | Inscrits       | 91 956       | 100,00       | 91 944      | 100,00      |  |
| Abstentions    | Abstentions                        | Abstentions    | 33 639       | 36,58        | 33 217      | 36,13       |  |
| Votants        | Votants                            | Votants        | 58 317       | 63,42        | 58 727      | 63,87       |  |
| Blancs et nuls | Blancs et nuls                     | Blancs et nuls | 1 184        | 2,03         | 2 603       | 4,43        |  |
| Exprimés       | Exprimés                           | Exprimés       | 57 133       | 97,97        | 56 124      | 95,57       |  |

### Élections de 2017
Les élections législatives françaises de 2017 ont eu lieu les dimanches 11 et 18 juin 2017.
| Candidat       | Candidat                 | Parti          | Premier tour | Premier tour | Second tour | Second tour |
| Candidat       | Candidat                 | Parti          | Voix         | %            | Voix        | %           |
| -------------- | ------------------------ | -------------- | ------------ | ------------ | ----------- | ----------- |
|                | Christophe Lejeune       | REM            | 14 848       | 32,34        | 22 342      | 58,00       |
|                | Maurice Monnier          | FN             | 9 174        | 19,98        | 16 180      | 42,00       |
|                | Isabelle Gehin           | LR             | 7 051        | 15,36        |             |             |
|                | Isabelle Haismann-Febvay | FI             | 5 454        | 11,88        |             |             |
|                | Claude Marconot          | SE             | 3 367        | 7,33         |             |             |
|                | Marie-Claire Thomas      | EELV           | 1 477        | 3,22         |             |             |
|                | Christophe Devillers     | PDF            | 1 121        | 2,44         |             |             |
|                | Quentin Hafekost         | PCF            | 934          | 2,03         |             |             |
|                | Patrick Adam             | DLF            | 908          | 1,98         |             |             |
|                | Daniel Rouillon          | LO             | 515          | 1,12         |             |             |
|                | Mario Gheza              | AEI            | 443          | 0,96         |             |             |
|                | Hélène Petitjean         | UPR            | 395          | 0,86         |             |             |
|                | Fatih Guvenc             | PEJ            | 228          | 0,50         |             |             |
| Inscrits       | Inscrits                 | Inscrits       | 90 742       | 100          | 90 724      | 100         |
| Abstentions    | Abstentions              | Abstentions    | 43 165       | 47,57        | 46 812      | 51,60       |
| Votants        | Votants                  | Votants        | 47 577       | 52,43        | 43 912      | 48,40       |
| Blancs et nuls | Blancs et nuls           | Blancs et nuls | 1 662        | 3,49         | 5 390       | 12,27       |
| Exprimés       | Exprimés                 | Exprimés       | 45 915       | 96,51        | 38 522      | 42,46       |

### Élections de 2022
| Résultats des élections législatives des 12 et 19 juin 2022 de la 2e circonscription de la Haute-Saône |                          |                          |                          |              |              |             |             |
| Candidat                                                                                               | Candidat                 | Parti et coalition       | Nuance                   | Premier tour | Premier tour | Second tour | Second tour |
| Candidat                                                                                               | Candidat                 | Parti et coalition       | Nuance                   | Voix         | %            | Voix        | %           |
| | Émeric Salmon            | RN                       | RN                       | 14 573       | 32,98        | 22 245      | 54,38       |
| | Christophe Lejeune       | LREM (ENS)               | ENS                      | 11 353       | 25,69        | 18 663      | 45,62       |
| | Patrice Guérain          | LFI (NUPES)              | FI                       | 9 188        | 20,79        |             |             |
| | Corinne Coudereau        | UDI (UDC)                | UDI                      | 4 337        | 9,82         |             |             |
| | Maurice Monnier          | REC                      | REC                      | 2 053        | 4,65         |             |             |
| | Ludovic Buri             | LMR                      | DVD                      | 1 110        | 2,51         |             |             |
| | Isabelle Apro            | LO                       | DXG                      | 904          | 2,05         |             |             |
| | Sophie Rochon            | PA                       | ECO                      | 666          | 1,51         |             |             |
| Votes valides                                                                                          | Votes valides            | Votes valides            | Votes valides            | 44 184       | 96,83        | 40 908      | 90,53       |
| Votes blancs                                                                                           | Votes blancs             | Votes blancs             | Votes blancs             | 896          | 1,96         | 2 770       | 3,08        |
| Votes nuls                                                                                             | Votes nuls               | Votes nuls               | Votes nuls               | 550          | 1,21         | 1 508       | 1,68        |
| Total                                                                                                  | Total                    | Total                    | Total                    | 45 630       | 100          | 45 186      | 100         |
| Abstention                                                                                             | Abstention               | Abstention               | Abstention               | 44 184       | 49,2         | 44 611      | 49,68       |
| Inscrits / participation                                                                               | Inscrits / participation | Inscrits / participation | Inscrits / participation | 89 814       | 50,8         | 89 797      | 50,32       |

### Élections de 2024
| Candidat                 | Candidat                     | Parti et coalition       | Nuance                   | Premier tour | Premier tour |
| Candidat                 | Candidat                     | Parti et coalition       | Nuance                   | Voix         | %            |
| ------------------------ | ---------------------------- | ------------------------ | ------------------------ | ------------ | ------------ |
|                          | Émeric Salmon,               | RN                       | RN                       | 30 315       | 50,11        |
|                          | Eric Houlley                 | PS (NFP)                 | UG                       | 13 632       | 22,53        |
|                          | Fabrice Barassi Zamochnikoff | RE (ENS)                 | ENS                      | 8 354        | 13,81        |
|                          | Loïc Laborie                 | LR                       | LR                       | 6 600        | 10,91        |
|                          | Isabelle Apro                | LO                       | EXG                      | 1 018        | 1,68         |
|                          | Christophe Devillers         | REC                      | REC                      | 579          | 0,96         |
|                          |                              |                          |                          |              |              |
| Votes valides            | Votes valides                | Votes valides            | Votes valides            | 60 498       | 96,36        |
| Votes blancs             | Votes blancs                 | Votes blancs             | Votes blancs             | 1 201        | 1,91         |
| Votes nuls               | Votes nuls                   | Votes nuls               | Votes nuls               | 1 082        | 1,72         |
| Total                    | Total                        | Total                    | Total                    | 62 791       | 100          |
| Abstention               | Abstention                   | Abstention               | Abstention               | 26 597       | 29,76        |
| Inscrits / participation | Inscrits / participation     | Inscrits / participation | Inscrits / participation | 89 378       | 70,24        |